# Anthomuda hovea
Anthomuda hovea är en kräftdjursart som beskrevs av Gary C.B. Poore och Lew Ton 1988. Anthomuda hovea ingår i släktet Anthomuda och familjen Antheluridae. Inga underarter finns listade i Catalogue of Life.